# Daria Serenko
Daria Andreyevna Serenko (en rus: Да́рья Андре́евна Сере́нко; nascuda el 23 de gener de 1993) és una activista feminista russa, poeta, comissària i artista pública.

## Biografia
Daria Serenko va néixer a Khabarovsk el 1993 i va estudiar a l'⁣Institut de Literatura Maxim Gorki. Viu a Moscou, on treballa com a conservadora a la Biblioteca Municipal de Moscou.
Serenko va participar en l'exposició d'art itinerant antimilitarista 2015-16 Ne Mir (No Peace). En el seu projecte col·laboratiu de 2016 Tikhii Picket (Piquet silenciós), els participants crearen un pòster polític de mida A3 i registraren les reaccions. La mateixa Serenko viatjava permanentment amb el seu cartell Silent Picket, "tres mesos sota la supervisió d'un cartell" i com a resultat "comunicant-se constantment amb la gent, quinze o vint hores al dia". Un cartell mostrava una noia amb el cap als braços inundada pels comentaris rebuts si una dona al·lega violació ("probablement estava borratxo", "què portava?"). Ella va dir: "Els homes, com sempre, van riure". El 2016, Serenko també va comissariar una exposició d'art Stuckista a Moscou.
El 2020 Serenko va ser una de les cofundadores de Femdacha, un refugi feminista als afores de Moscou.
El dia de Sant Valentí del 2021, Serenko va organitzar una "cadena de solidaritat" per a les dones víctimes de la repressió política. Després d'anunciar l'esdeveniment a Facebook, va rebre unes 600 amenaces de mort. Aquell any va treballar per a la campanya de l'activista dels drets humans Alyona Popova, candidata a la Duma de l'Estat. El novembre de 2021 va publicar una publicació a Facebook on subratllava que els migrants només eren responsables del 3-4% dels crims a Rússia. Poc després, va descobrir que el seu número de telèfon i l'adreça de casa s'havien filtrat a activistes d'extrema dreta. El fundador del moviment Male State va instar els seus seguidors a "aixafar" l'"escòria", i ella va rebre milers d'amenaces de mort més.
El 8 de febrer de 2022, Serenko va ser condemnada pel Tribunal de Districte de Tverskoy de Moscou a 15 dies de presó per una publicació d'Instagram de setembre de 2021 que defensava el vot útil. La publicació contenia símbols de campanya per a la campanya Smart Voting de la Fundació Anticorrupció (FBK) d'⁣Alexei Navalny, proscrita el juny de 2021 com a "organització extremista".
Després de la invasió russa d'Ucraïna de 2022, Serenko ha participat a Feminist Anti-War Resistance, que el 27 de febrer va publicar un manifest demanant a les feministes russes que s'oposessin a la guerra. La mateixa Serenko va publicar una declaració demanant als russos que deixin de banda l'apatia política i actuessin:
| « | Stop being pathetic cowards, conformists, patient sufferers, loyal citizens, stop being apolitical ...Stop sitting in cafes. Stop planning vacations. Stop listening to propaganda. Don’t die like fools. Stop being scared of prison and arrests, I swear to God, those are not the worst options. Join antiwar activists and movements. Protest this war." | » |

El març de 2022, Serenko es trobava entre les 151 feministes internacionals que signaven Feminist Resistance Against War: A Manifesto, en solidaritat amb la Feminist Anti-War Resistance.
El 27 de gener de 2023, el Ministeri de Justícia de Rússia la va afegir a l'anomenada llista d'⁣"agents estrangers".
El novembre de 2023, Serenko va ser nomenada a la llista de les 100 dones de la BBC.

## Obres

### Poesia
- Siberia Burns: A Poem from Russia. Los Angeles Review of Books, 12 d'agost de 2021. Traduït per Rachel Brazier, Serena Clapp-Clark, Paige MacKinnon, Helen Poe i Elizabeth Tolley.
- Col·laborador de Galina Rymbu i al. eds. , F Letter: New Russian Feminist Poetry. ISOLARII, 2020